# Apertura

P – przedmiot, P' – jego obraz, Pł. prz. – płaszczyzna, w której znajduje się przedmiot, Prz – przesłona wejściowa, Źr – źrenica wejściowa, Ob – obiektyw, u – kąt apertury

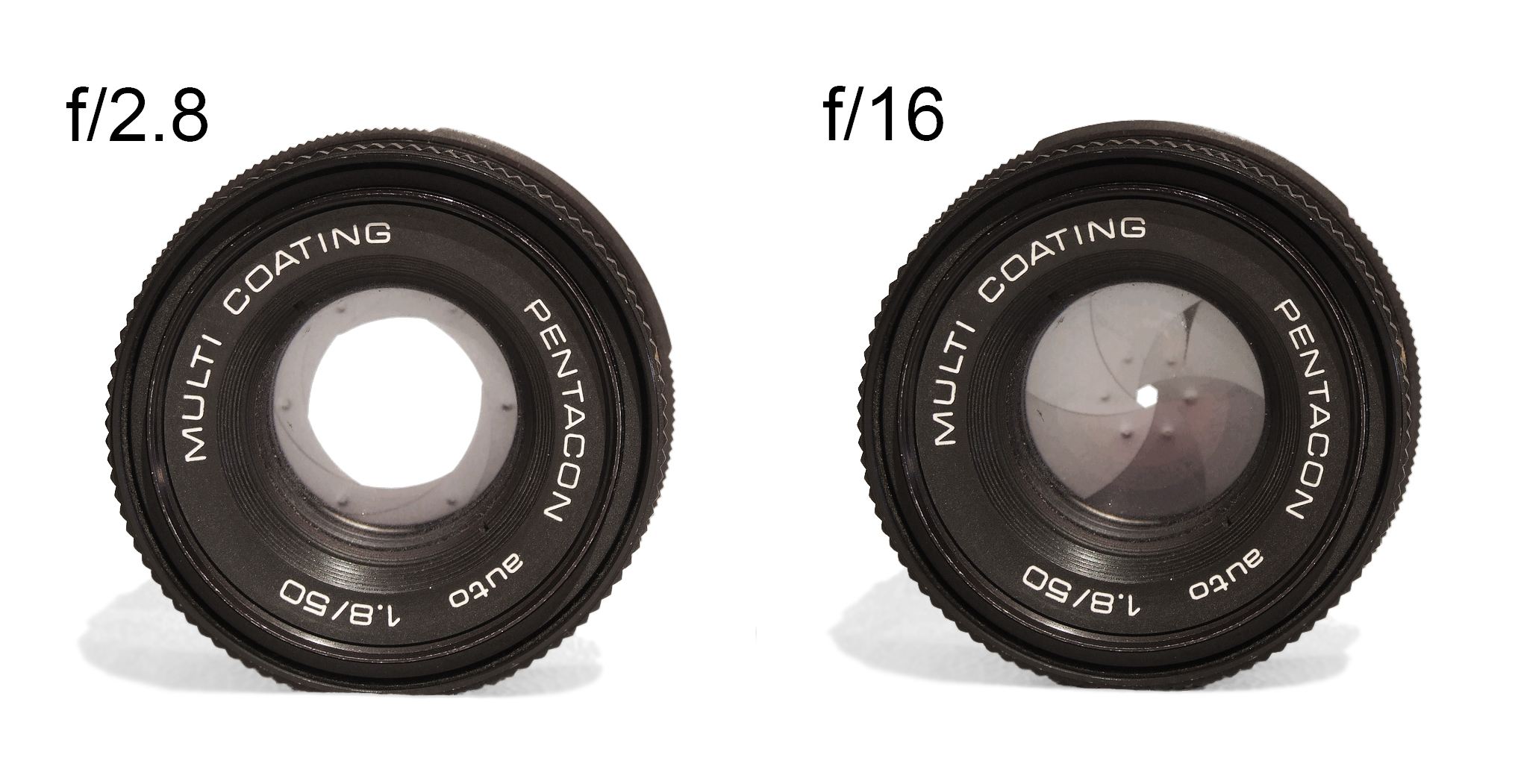
Zmiana apertury

Apertura – otwór ograniczający przestrzeń, przez którą przechodzą fale elektromagnetyczne. W przypadku instrumentu optycznego jest to efektywna średnica otworu (np. teleskopu, lunety), przez który wpada światło, soczewki lub lustra zapoczątkowującego dany układ optyczny, mierzona jako rozwartość układu, czyli kąt pomiędzy promieniami świetlnymi wpadającymi do układu z najbardziej odmiennych kierunków (kąt {\displaystyle u} na rysunku obok). Apertura wzrasta ze średnicą układu, a maleje z jego długością. Im większa apertura układu, tym czulszy instrument.
W przypadku anten, zarówno odbiorczych, jak i nadawczych, jest to odpowiednio pole powierzchni odbierającej lub promieniującej energię.

## Optyka
W przypadku instrumentów optycznych apertura występuje w dwóch znaczeniach:
1. apertura kątowa,
2. apertura numeryczna.

Kąt {\displaystyle u,} pod którym widać źrenicę wejściową układu optycznego, patrząc z punktu przecięcia się głównej osi optycznej przyrządu z płaszczyzną, w której znajduje się przedmiot, to kąt apertury.
Apertura numeryczna {\displaystyle (NA)} jest wielkością opisywaną wzorem:
{\displaystyle NA=n\sin {\frac {u}{2}},}
gdzie {\displaystyle n} jest współczynnikiem załamania ośrodka, w którym znajduje się przedmiot.
Wielkość ta jest istotna dla układów optycznych: zdolność rozdzielcza jest proporcjonalna do apertury liniowej, natomiast jasność obrazu jest proporcjonalna do jej kwadratu. Zwiększenie apertury jest możliwe poprzez zastosowanie imersji.